# Rhabdothamnopsis sinensis
Rhabdothamnopsis sinensis är en tvåhjärtbladig växtart som beskrevs av Hemsley. Rhabdothamnopsis sinensis ingår i släktet Rhabdothamnopsis och familjen Gesneriaceae. Inga underarter finns listade i Catalogue of Life.